# Andō Kisaburō

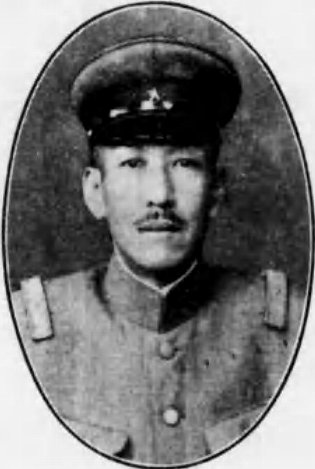
Andō Kisaburō

Andō Kisaburō (japanisch 安藤 紀三郎; * 11. Februar 1879 in Sasayama, Präfektur Hyōgo; † 10. Mai 1954) war ein japanischer Offizier und Politiker, der zuletzt Generalleutnant sowie im Kabinett Tōjō von 1942 bis 1943 Staatsminister sowie zwischen 1943 und 1944 Innenminister war.

## Leben
Andō Kisaburō, Sohn eines Samurai aus der ehemaligen Sasayama-Domäne, begann nach dem Schulbesuch als Offiziersanwärter eine Ausbildung an der Heeresoffizierschule (Rikugun Shikan Gakkō) und wurde nach deren Abschluss 1899 in die Kaiserlich Japanische Armee (Dai-Nippon Teikoku Rikugun) übernommen. In der Folgezeit fand er verschiedene Verwendungen als Offizier wie von Juli 1919 bis Juli 1921 im Personalbüro des Heeresministeriums (Rikugun-shō), zwischen Juli 1921 und Februar 1922 im 73. Infanterieregiments sowie von Februar bis zum 15. August 1923 als Kommandeur der 3. Garnison der 19. Division. Nach seiner Beförderung zum Oberst war er zwischen dem 15. August 1922 und dem 16. August 1923 Kommandeur des 2. Infanterieregiments und anschließend vom 16. August 1923 bis zum 26. Juli 1927 Leiter des Referats für Auszeichnungen im Personalbüro des Heeresministeriums.
Am 26. Juli 1927 erhielt Andō seine Beförderung zum Generalmajor und war daraufhin zunächst Kommandeur der 30. Infanteriebrigade und war daraufhin zwischen dem 28. Januar 1929 und dem 11. April 1932 der 1. Division zugeteilt. Nach seiner Beförderung zum Generalleutnant fungierte er vom 11. April 1932 bis zum 5. März 1934 Kommandant der Festung Ryojun und wurde daraufhin am 5. März 1934 in die Reserve versetzt, ehe er am 24. März 1934 in den Ruhestand trat. Nach Beginn des Zweiten Japanisch-Chinesischen Krieges (7. Juli 1937 bis 9. September 1945) wurde er am 2. September 1937 in den aktiven Militärdienst zurückberufen und war zwischen dem 2. September 1937 und dem 9. März 1939 Kommandierender General der 9. Depotdivision, ehe er am 9. März 1939 endgültig in den Ruhestand trat.
Andō Kisaburō war als Nachfolger von Yanagawa Heisuke vom 22. Oktober 1941 Vizepräsident der parteiähnlichen Unterstützungsgesellschaft für die Kaiserliche Herrschaft (Taisei Yokusankai) und damit bis zu seiner Ablösung durch Gotō Fumio am 21. April 1943 Stellvertreter des Präsidenten Tōjō Hideki. Am 9. Juni 1942 wurde er als Staatsminister (ohne Geschäftsbereich) in das Kabinett Tōjō berufen. Er löste danach im Rahmen einer Kabinettsumbildung Yuzawa Michio am 20. April 1943 als Innenminister ab und bekleidete dieses Amt bis zum Ende der Amtszeit des Kabinetts Tōjō am 22. Juli 1944. Nach seinem Ausscheiden aus der Regierung wurde er zum Mitglied des Herrenhauses (Kizokuin) ernannt, des Oberhauses des Reichstages (Teikoku-gikai), und gehörte diesem bis zu 22. Dezember 1945 an. Im Dezember 1945 erfolgte seine Verhaftung als mutmaßlicher Kriegsverbrecher, wobei er allerdings drei Jahre stäter im Dezember 1948 aus der Haft entlassen wurde.

## Hintergrundliteratur
- John H. Boyle: China and Japan at War, 1937–1945. The Politics of Collaboration, Stanford University Press, 1972, ISBN 0804-7-0800-2
- Meirion Harries: Soldiers of the Sun: The Rise and Fall of the Imperial Japanese Army, Random House, 1994, ISBN 0-679-75303-6.
- Robert B. Edgerton: Warriors of the Rising Sun: A History of the Japanese Military, Westview Press, 1999, ISBN 0-8133-3600-7.